# Михајло Томић
Михајло Томић (Кладово, 22. фебруар 1902 — Београд, 1. фебруар 1995) био је српски и југословенски вајар и универзитетски професор.

## Школовање
Михајло Томић рођен је у Кладову 22. фебруара 1902. године од мајке Даринке, рођене у Шапцу, ћерке судије Стевана Вучковића и оца Ђорђа, рођеног у Рткову код Кладова, трговца. У Кладову је завршио основну школу баш пред почетак Балканских ратова. Школовање је наставио у Београду по завршетку Првом светског рата. Године 1919. поред Треће мушке гимназије уписује и вечерњи курс Уметничке школе у којој му је предавач био Љубомир Ивановић. Након завршеног шестог разреда гимназије определио се  учење скулпторског умећа па 1924. уписује Уметнишку школу, а професор му је био Тома Росандић. Образовао се и  у Паризу   у који први пут одлази 1925. а школске 1925-1926. уписује Академију Шомиер код професора Антоана Бурдела.  По повратку у Београд учи код Петра Палавичинија у Уметничкој школи. Године 1928. поново је у Паризу где учи код Анрија Бушара и П. Ландовског, а затим у Београду поново код Палавичинија чији је био помоћник за израду скулптуре за Министарство шума и руда. Као стипендиста француске владе 1933. одлази у Париз на специјалистичке студије обраде камена и дрвета где су му професори били Нико и Борге, а у истој школи похађао је и вечерњи курс вајарства код професора Робера Валерика. Са њиме је у Паризу била и супруга Јована звана Љуша, рођена Мартиновић.

## Каријера
У државну службу у Београду ступио је почетком 1938. године као хонорарни наставник Школе за примењену уметност, а крајем те исте године постао је хонорарни наставник на уметничком одсеку Школе  за примењену уметност где је остао до 1945.
По завршетку Другог светског рата предавао је у Трећој мушкој гимназији у Београду . Био је и предавач на Факултету ликовних уметности.
Фаворизовао је фигуративну форму у скулптури. Први пут је излагао у Салону независних 1927. у Паризу. Томић је радио различите вајарске мотиве у дрвету, теракоти, камену и бронзи. Оставио је већи број скица за монументалне скулптуре.
Његова скулптура Надежде Петровић налази се испред Спомен-збирке Павла Бељанског.
Излагао је три пута самостално и више пута као део УЛУС-а и Ладе.
Живео је и радио у породичној кући атељеу у Београду. Преминуо је 1. фебруара 1995. у Сланкамену.